# Liste des députés des Vosges

## VeRépublique

### Irelégislature(1958-1962)
| Circonscription     | Identité                                        | Parti                | À partir du     | Jusqu'au       | Note |
| ------------------- | ----------------------------------------------- | -------------------- | --------------- | -------------- | ---- |
| 1re circonscription | Charles Guthmüller (suppléante : Mme Boucher)   | app.UNR              | 9 décembre 1958 | 9 octobre 1962 |      |
| 2e circonscription  | Maurice Lemaire (suppléant : Jean Mansuy)       | UNR                  | 9 décembre 1958 | 9 octobre 1962 |      |
| 3e circonscription  | Jean-Marie Grenier (suppléant : Marcel Gunslay) | UNR                  | 9 décembre 1958 | 9 octobre 1962 |      |
| 4e circonscription  | Albert Voilquin (suppléant : René Turquet)      | Entente démocratique | 9 décembre 1958 | 9 octobre 1962 |      |

### IIelégislature(1962-1967)
| Circonscription     | Identité                                       | Parti   | À partir du     | Jusqu'au     | Note |
| ------------------- | ---------------------------------------------- | ------- | --------------- | ------------ | ---- |
| 1re circonscription | Marcel Hoffer (suppléant : Armand Prévot)      | UNR-UDT | 6 décembre 1962 | 2 avril 1967 |      |
| 2e circonscription  | Maurice Lemaire (suppléant : Jean Mansuy)      | UNR-UDT | 6 décembre 1962 | 2 avril 1967 |      |
| 3e circonscription  | Christian Poncelet (suppléant : André Boileau) | UNR-UDT | 6 décembre 1962 | 2 avril 1967 |      |
| 4e circonscription  | Albert Voilquin (suppléant : Paul Didier)      | RI      | 6 décembre 1962 | 2 avril 1967 |      |

### IIIelégislature(1967-1968)
| Circonscription     | Identité                                       | Parti | À partir du  | Jusqu'au    | Note |
| ------------------- | ---------------------------------------------- | ----- | ------------ | ----------- | ---- |
| 1re circonscription | Marcel Hoffer (suppléant : René Balland)       | UD-Ve | 3 avril 1967 | 30 mai 1968 |      |
| 2e circonscription  | Maurice Lemaire (suppléant : André Vaucourt)   | UD-Ve | 3 avril 1967 | 30 mai 1968 |      |
| 3e circonscription  | Christian Poncelet (suppléant : André Boileau) | UD-Ve | 3 avril 1967 | 30 mai 1968 |      |
| 4e circonscription  | Albert Voilquin (suppléant : Paul Didier)      | RI    | 3 avril 1967 | 30 mai 1968 |      |

### IVelégislature(1968-1973)
| Circonscription     | Identité                                        | Parti | À partir du     | Jusqu'au       | Note |
| ------------------- | ----------------------------------------------- | ----- | --------------- | -------------- | ---- |
| 1re circonscription | Marcel Hoffer (suppléant : Marcel Gourmand, RI) | UDR   | 11 juillet 1968 | 1er avril 1973 |      |
| 2e circonscription  | Maurice Lemaire (suppléant : André Vaucourt)    | UDR   | 11 juillet 1968 | 1er avril 1973 |      |
| 3e circonscription  | Christian Poncelet (suppléant : André Boileau)  | UDR   | 11 juillet 1968 | 6 août 1972    | Gvt  |
| 3e circonscription  | André Boileau                                   | UDR   | 7 août 1972     | 1er avril 1973 |      |
| 4e circonscription  | Albert Voilquin (suppléant : Paul Didier)       | RI    | 11 juillet 1968 | 1er avril 1973 |      |

### Velégislature(1973-1978)
| Circonscription     | Identité                                           | Parti | À partir du  | Jusqu'au       | Note |
| ------------------- | -------------------------------------------------- | ----- | ------------ | -------------- | ---- |
| 1re circonscription | Marcel Hoffer (suppléant : Marcel Gourmand)        | UDR   | 2 avril 1973 | 2 avril 1978   |      |
| 2e circonscription  | Maurice Lemaire (suppléant : Jean-François Saglio) | UDR   | 2 avril 1973 | 2 avril 1978   |      |
| 3e circonscription  | Christian Poncelet (suppléant : Gérard Braun)      | UDR   | 2 avril 1973 | 13 mai 1973    | Gvt  |
| 3e circonscription  | Gérard Braun                                       | UDR   | 14 mai 1973  | 2 avril 1978   |      |
| 4e circonscription  | Albert Voilquin (suppléant : Paul Didier)          | RI    | 2 avril 1973 | 6 octobre 1977 | Snt  |

### VIelégislature(1978-1981)
| Circonscription     | Identité                                         | Parti | À partir du  | Jusqu'au    | Note |
| ------------------- | ------------------------------------------------ | ----- | ------------ | ----------- | ---- |
| 1re circonscription | Philippe Séguin (suppléant : Jean Morosi)        | RPR   | 3 avril 1978 | 22 mai 1981 |      |
| 2e circonscription  | Christian Pierret (suppléant : Pierre Noël)      | PS    | 3 avril 1978 | 22 mai 1981 |      |
| 3e circonscription  | Gérard Braun (suppléante : Suzanne Rattaire)     | RPR   | 3 avril 1978 | 22 mai 1981 |      |
| 4e circonscription  | Hubert Voilquin (suppléant : Jacques Zimmermann) | UDF   | 3 avril 1978 | 22 mai 1981 |      |

### VIIelégislature(1981-1986)
| Circonscription     | Identité                                    | Parti | À partir du    | Jusqu'au       | Note |
| ------------------- | ------------------------------------------- | ----- | -------------- | -------------- | ---- |
| 1re circonscription | Philippe Séguin (suppléant : André Roth)    | RPR   | 2 juillet 1981 | 1er avril 1986 |      |
| 2e circonscription  | Christian Pierret (suppléant : Pierre Noël) | PS    | 2 juillet 1981 | 1er avril 1986 |      |
| 3e circonscription  | Jean Valroff (suppléant : Guy Vaxelaire)    | PS    | 2 juillet 1981 | 1er avril 1986 |      |
| 4e circonscription  | Serge Beltrame (suppléant : Joseph Bellamy) | PS    | 2 juillet 1981 | 1er avril 1986 |      |

### VIIIelégislature(1986-1988)
4 députés élus à la proportionnelle:
- Maurice Jeandon (RPR)
- Christian Pierret (PS)
- Philippe Séguin (RPR). Remplacé par Alain Jacquot (RPR) à partir du 3 avril 1986.
- Gérard Welzer (app.PS)

### IXelégislature(1988-1993)
| Circonscription     | Identité                                               | Parti           | À partir du  | Jusqu'au       | Note |
| ------------------- | ------------------------------------------------------ | --------------- | ------------ | -------------- | ---- |
| 1re circonscription | Philippe Séguin (suppléant : André Roth)               | RPR             | 23 juin 1988 | 1er avril 1993 |      |
| 2e circonscription  | Christian Pierret (suppléant : Michel Humbert)         | PS              | 23 juin 1988 | 1er avril 1993 |      |
| 3e circonscription  | Christian Spiller (suppléant : Jean-François Scherlen) | DVD-Non-inscrit | 23 juin 1988 | 1er avril 1993 |      |
| 4e circonscription  | Serge Beltrame (suppléant : Jacques Drapier)           | PS              | 23 juin 1988 | 1er avril 1993 |      |

### Xelégislature(1993-1997)
| Circonscription     | Identité                                             | Parti       | À partir du  | Jusqu'au      | Note |
| ------------------- | ---------------------------------------------------- | ----------- | ------------ | ------------- | ---- |
| 1re circonscription | Philippe Séguin (suppléant : Jean-Luc Cuny)          | RPR         | 2 avril 1993 | 21 avril 1997 |      |
| 2e circonscription  | Gérard Cherpion (suppléant : Roland Bedel)           | app.RPR     | 2 avril 1993 | 21 avril 1997 |      |
| 3e circonscription  | François Vannson (suppléant : Henri Gunslay)         | DVD-app.RPR | 2 avril 1993 | 21 avril 1997 |      |
| 4e circonscription  | Jean-Pierre Thomas (suppléant : Maurice Gérard, RPR) | UDF         | 2 avril 1993 | 21 avril 1997 |      |

### XIelégislature(1997-2002)
| Circonscription     | Identité                                                | Parti  | À partir du    | Jusqu'au       | Note |
| ------------------- | ------------------------------------------------------- | ------ | -------------- | -------------- | ---- |
| 1re circonscription | Philippe Séguin (suppléant : Jean-Luc Cuny)             | RPR    | 1er juin 1997  | 18 juin 2002   |      |
| 2e circonscription  | Christian Pierret (suppléant : Claude Jacquot)          | PS     | 1er juin 1997  | 4 juillet 1997 | Gvt  |
| 2e circonscription  | Claude Jacquot                                          | PS     | 5 juillet 1997 | 18 juin 2002   |      |
| 3e circonscription  | François Vannson (suppléante : Claudine Daval)          | RPR    | 1er juin 1997  | 18 juin 2002   |      |
| 4e circonscription  | Christian Franqueville (suppléant : Gilbert Didierjean) | app.PS | 1er juin 1997  | 18 juin 2002   |      |

### XIIelégislature(2002-2007)
| Circonscription     | Identité                                                  | Parti        | À partir du  | Jusqu'au     | Note |
| ------------------- | --------------------------------------------------------- | ------------ | ------------ | ------------ | ---- |
| 1re circonscription | Michel Heinrich (suppléante : Colette Marchal)            | RPR puis UMP | 19 juin 2002 | 19 juin 2007 |      |
| 2e circonscription  | Gérard Cherpion (suppléant : Roland Bedel)                | RPR puis UMP | 19 juin 2002 | 19 juin 2007 |      |
| 3e circonscription  | François Vannson (suppléant : Patrick Lagarde)            | RPR puis UMP | 19 juin 2002 | 19 juin 2007 |      |
| 4e circonscription  | Jean-Jacques Gaultier (suppléant : Jean-Pierre Florentin) | UMP          | 19 juin 2002 | 19 juin 2007 |      |

### XIIIelégislature(2007-2012)
| Circonscription     | Identité                                                  | Parti | À partir du  | Jusqu'au     | Note |
| ------------------- | --------------------------------------------------------- | ----- | ------------ | ------------ | ---- |
| 1re circonscription | Michel Heinrich (suppléante : Colette Marchal)            | UMP   | 20 juin 2007 | 19 juin 2012 |      |
| 2e circonscription  | Gérard Cherpion (suppléant : Roland Bedel)                | UMP   | 20 juin 2007 | 19 juin 2012 |      |
| 3e circonscription  | François Vannson (suppléant : Patrick Lagarde)            | UMP   | 20 juin 2007 | 19 juin 2012 |      |
| 4e circonscription  | Jean-Jacques Gaultier (suppléant : Jean-Pierre Florentin) | UMP   | 20 juin 2007 | 19 juin 2012 |      |

### XIVelégislature(2012-2017)
| Circonscription     | Identité                                                   | Parti | À partir du  | Jusqu'au     | Note |
| ------------------- | ---------------------------------------------------------- | ----- | ------------ | ------------ | ---- |
| 1re circonscription | Michel Heinrich (suppléante : Colette Marchal)             | UMP   | 20 juin 2012 | 18 juin 2017 |      |
| 2e circonscription  | Gérard Cherpion (suppléant : Roland Bedel)                 | UMP   | 20 juin 2012 | 18 juin 2017 |      |
| 3e circonscription  | François Vannson (suppléant : Patrick Lagarde)             | UMP   | 20 juin 2012 | 18 juin 2017 |      |
| 4e circonscription  | Christian Franqueville (suppléante : Christine Fromaigeat) | PS    | 20 juin 2012 | 18 juin 2017 |      |

### XVelégislature(2017-2022)
| Circonscription     | Identité                                             | Parti | À partir du  | Jusqu'au     | Note |
| ------------------- | ---------------------------------------------------- | ----- | ------------ | ------------ | ---- |
| 1re circonscription | Stéphane Viry (suppléante : Martine Gimmillaro)      | LR    | 18 juin 2017 | 21 juin 2022 |      |
| 2e circonscription  | Gérard Cherpion (suppléant : David Valence)          | LR    | 18 juin 2017 | 21 juin 2022 |      |
| 3e circonscription  | Christophe Naegelen (suppléante : Nadine Perrin)     | DVD   | 18 juin 2017 | 21 juin 2022 |      |
| 4e circonscription  | Jean-Jacques Gaultier (suppléante : Muriel Devincey) | LR    | 18 juin 2017 | 21 juin 2022 |      |

### XVIelégislature(2022-2024)
| Circonscription     | Identité                                                   | Parti | À partir du  | Jusqu'au    | Note |
| ------------------- | ---------------------------------------------------------- | ----- | ------------ | ----------- | ---- |
| 1re circonscription | Stéphane Viry (suppléant : Cédric Haxaire)                 | LR    | 22 juin 2022 | 9 juin 2024 |      |
| 2e circonscription  | David Valence (suppléante : Charline Prince)               | PRV   | 22 juin 2022 | 9 juin 2024 |      |
| 3e circonscription  | Christophe Naegelen (suppléante : Nadine Perrin)           | UDI   | 22 juin 2022 | 9 juin 2024 |      |
| 4e circonscription  | Jean-Jacques Gaultier (suppléante : Carole Thiébaut-Gaudé) | LR    | 22 juin 2022 | 9 juin 2024 |      |

### XVIIelégislature(2024-2029)
| Circonscription     | Identité                                             | Parti | À partir du    | Jusqu'au | Note |
| ------------------- | ---------------------------------------------------- | ----- | -------------- | -------- | ---- |
| 1re circonscription | Stéphane Viry (suppléant : Cédric Haxaire)           | LR    | 8 juillet 2024 |          |      |
| 2e circonscription  | Gaëtan Dussausaye (suppléant : Geoffrey Mourey)      | RN    | 8 juillet 2024 |          |      |
| 3e circonscription  | Christophe Naegelen (suppléant : Thomas Gion)        | UDI   | 8 juillet 2024 |          |      |
| 4e circonscription  | Sébastien Humbert (suppléant : Christophe Alexandre) | RN    | 8 juillet 2024 |          |      |

## IVeRépublique

### Législature 1956-1958
Les élections ont eu lieu au scrutin proportionnel de liste, avec possibilité d'apparentements entre plusieurs listes.
La liste dite « d’union pour un Nouveau Front populaire » recueille 59 577 des 180 615 suffrages exprimés, soit 33 % des voix, et obtient deux élus :
- Robert Chambeiron (RP)
- Maurice Poirot (NI)

Trois listes gouvernementales se présentent aux suffrages en ordre dispersé, mais les accords passés assurent un élu pour chacune, à savoir :
- Maurice Lemaire (RS)
- Georges Gaillemin (IPAS)
- Lucien Nicolas (MRP)

### Législature 1951-1955
Les élections ont eu lieu au scrutin proportionnel de liste, avec possibilité d'apparentements entre plusieurs listes. Les apparentements conclus entre certaines listes n'ayant pas dépassé la majorité absolue des voix, la répartition des sièges s'est opérée à la proportionnelle.
La liste du Rassemblement du Peuple Français conduite par Maurice Lemaire avait conclu un apparentement avec la liste des Indépendants et du RGR d'André Barbier. Elles se sont partagé les sièges au titre de cet apparentement, trois pour la liste RPF, deux pour la seconde :
- Maurice Lemaire (RPF)
- Charles Guthmüller (RPF)
- André Garnier (RPF)
- André Barbier (RI)
- Jacques Ducreux (RRRS) (décédé en février 1952) puis Georges Gaillemin (RS) (élu au second tour le 6 avril 1952)

### Législature 1946-1951
Les élections ont eu lieu au scrutin proportionnel de liste, sans possibilité d'apparentement.
La compétition est indécise entre le MRP (42 478 voix - deux sièges), la liste gaulliste (42 238 suffrages) et la liste communiste (41 713 voix) ; les socialistes (30 438 suffrages) obtiennent le 5e siège :
- Auguste Farinez (MRP)
- Marcel Poimbœuf (MRP)
- André Barbier (RI)
- Robert Chambeiron (URR)
- Maurice Poirot (SFIO)

### Deuxième Assemblée constituante juin 1946-novembre 1946
Les élections organisées pour l'élection d'une nouvelle assemblée constituante eurent lieu après l'échec du référendum proposant un premier projet constituant, soutenu par le PCF et la SFIO, en mai 1946. Les élections ont eu lieu au scrutin proportionnel de liste, sans possibilité d'apparentement entre plusieurs listes.
- Auguste Farinez (MRP)
- Marcel Poimbœuf (MRP)
- Robert Chambeiron (URR)
- Maurice Poirot (SFIO)
- Jean Baumann (RI)

### Première assemblée constituante novembre 1945-juin 1946
Les élections à la première assemblée constituante furent organisées à la proportionnelle départementale, sans possibilité d'apparentement. Le projet de constitution élaboré par cette assemblée à majorité PCF/SFIO fut rejeté par référendum en mai 1946, entraînant l'élection d'une nouvelle assemblée constituante en juin 1946.
- André Diethelm (PPUS)
- André Barbier (gaulliste et RI)
- Maurice Poirot (SFIO)
- Robert Chambeiron (RRRS)
- Marcel Poimbœuf (MRP)

## IIIeRépublique

### Assemblée nationale(1871-1876)
- Charles de Ravinel, Centre droit
- Gustave Steinheil, Gauche républicaine, démissionnaire en 1872, remplacé par Jules Méline, Gauche républicaine
- Jules Ferry, Gauche républicaine
- Émile George, Gauche républicaine
- Nicolas Claude, Centre gauche
- Maurice Aubry, Centre droit, réunion des Réservoirs puis réunion Colbert et réunion des chevau-légers, tendance légitimiste
- Louis Buffet, Centre droit
- Charles Contaut, Centre gauche

### Irelégislature(1876-1877)
- Remiremont: Jules Méline, Gauche républicaine
- Saint-Dié : Jules Ferry, Gauche républicaine
- Neufchâteau : Paul Frogier de Ponlevoy, Gauche républicaine
- Mirecourt : Édouard Bresson, Centre gauche
- Épinal : Eugène Jeanmaire, Gauche républicaine

### IIelégislature(1877-1881)
- Remiremont: Jules Méline, Gauche républicaine
- Saint-Dié : Jules Ferry, Gauche républicaine
- Neufchâteau : Paul Frogier de Ponlevoy, Gauche républicaine
- Mirecourt : Édouard Bresson, Centre gauche
- Épinal : Eugène Jeanmaire, Gauche républicaine

### IIIelégislature(1881-1885)
- Jules Méline
- Charles Ferry
- Albert Ferry
- Jules Ferry
- Paul Frogier de Ponlevoy
- Alfred Brugnot
- Édouard Bresson

### IVelégislature(1885-1889)
- Jules Méline
- Albert Ferry
- Jules Ferry
- Paul Frogier de Ponlevoy
- Alfred Brugnot
- Édouard Bresson

### Velégislature(1889-1893)
- Remiremont : Jules Méline, Républicain
- Épinal-1 : Alfred Brugnot, Républicain, élu sénateur en 1891, remplacé par Camille Krantz, Républicain progressiste
- Saint-Dié-1 : Ernest Picot, Monarchiste, invalidé en 1890, remplacé par Jean Tricoche, Républicain
- Épinal-2 : Henry Boucher, Républicain
- Mirecourt : Xavier Mougin, Républicain
- Saint-Dié-2 : Albert Ferry, Républicain
- Neufchâteau : Paul Frogier de Ponlevoy, Républicain

Source : journal Le Temps du 24 septembre et du 8 octobre 1889 sur Gallica,.

### VIelégislature(1893-1898)
- Remiremont : Jules Méline, Républicain
- Neufchâteau : Paul Frogier de Ponlevoy, Républicain, élu sénateur en 1894, remplacé par Thierry d'Alsace de Hénin-Liétard, Républicain
- Saint-Dié-2 : Paul Marcillat, Républicain
- Épinal-1 : Camille Krantz, Républicain progressiste
- Épinal-2 : Henry Boucher, Républicain
- Mirecourt : Xavier Mougin,Républicain
- Saint-Dié-1 : Charles Ferry, Républicain

Source : journal Le Temps du 22 août et du 5 septembre 1893 sur Gallica,.

### VIIelégislature(1898-1902)
- Remiremont : Jules Méline, Républicain
- Neufchâteau : Thierry d'Alsace de Hénin-Liétard, Républicain
- Épinal-1 : Camille Krantz, Républicain
- Épinal-2 : Henry Boucher, Républicain
- Saint-Dié-2 : Maximilien Kelsch, Républicain
- Mirecourt : Xavier Mougin, Républicain
- Saint-Dié-1 : Charles Ferry, Républicain

Source : journal Le Temps du 10 mai et du 24 mai 1898 sur Gallica,.

### VIIIelégislature(1902-1906)
- Saint-Dié-1 : Edmond Gérard, Nationaliste (non-inscrit)
- Remiremont : Jules Méline, Républicain, élu sénateur en 1903, remplacé par Maurice Flayelle, Nationaliste
- Neufchâteau : Thierry d'Alsace de Hénin-Liétard, Républicain
- Epinal-2 : Camille Krantz, Républicain
- Mirecourt : Léon Gautier, Républicain progressiste
- Epinal-2 : Henry Boucher, Républicain
- Saint-Dié-2 : Prosper Ancel-Seitz, Nationaliste

Source : journal Le Temps du 29 avril et du 13 mai 1902 sur Gallica,.

### IXelégislature(1906-1910)
- Epinal-2 : Henry Boucher, Républicain progressiste, élu sénateur en 1909, remplacé par Abel Ferry, Gauche radicale, élu le 4 avril 1909
- Saint-Dié-2 : Henri Schmidt, Gauche radicale
- Mirecourt : Marc Mathis, Gauche radicale
- Neufchâteau : Thierry d'Alsace de Hénin-Liétard, Républicain progressiste, élu sénateur en 1909, remplacé par Albert Colin, Républicain progressiste, élu le 11 avril 1909
- Saint-Dié-1 : Émile Fleurent, Gauche radicale
- Remiremont : Maurice Flayelle, non-inscrit (Nationaliste)
- Epinal-1 : Camille Krantz, Républicain progressiste

Sources : Journal Le Temps du 6 et du 22 mai 1906 sur Gallica - ,.

### Xelégislature(1910-1914)
- Épinal-2 : Abel Ferry, Gauche radicale
- Saint-Dié-1 : Constant Verlot, Gauche radicale
- Saint-Dié-2 : Henri Schmidt, Gauche radicale
- Épinal-1 : Paul Cuny, Gauche radicale
- Neufchâteau : Camille Picard, Gauche radicale
- Mirecourt : Marc Mathis, Gauche radicale
- Remiremont : Maurice Flayelle, Non-inscrit (Plébiscitaire)

Sources : Journal Le Temps du 24 avril et du 8 mai 1910 sur Gallica - ,.

### XIelégislature(1914-1919)
- Épinal-2 : Abel Ferry, Gauche radicale, Mort pour la France le 15 septembre 1918, non remplacé
- Saint-Dié-1 : Constant Verlot, Gauche radicale
- Saint-Dié-2 : Henri Schmidt, Radical socialiste
- Neufchâteau : Camille Picard, Gauche radicale
- Mirecourt : Marc Mathis, Gauche radicale, décédé le 10 juin 1917, non remplacé
- Épinal-1 : Louis Simonet, Gauche radicale
- Remiremont : Maurice Flayelle, Non-inscrit (Plébiscitaire)

Sources : Journal Le Temps du 28 avril et du 12 mai 1914 sur Gallica - ,.

### XIIelégislature(1919-1924)
Les élections législatives de 1919 furent organisées au scrutin proportionnel de liste. Elles marquèrent au niveau national la victoire du "Bloc national" de centre-droit.
Liste d'union nationale républicaine
- Maurice Flayelle, Entente républicaine démocratique, Conseiller général
- Maurice Kempf, Entente républicaine démocratique
- Hubert de Bazelaire de Lesseux, Entente républicaine démocratique, Conseiller général
- Édouard Mathis, Entente républicaine démocratique, maire de Ville-sur-Illon

Liste d'union républicaine démocratique
- René Fonck, Gauche républicaine démocratique
- Constant Verlot, Gauche républicaine démocratique

Liste de la fédération socialiste des Vosges
- Aimé Piton, SFIO, conseiller municipal d'Épinal

Source : Barodet sur le site de l'Assemblée Nationale - https://bibnum.sciencespo.fr/s/catalogue/ark:/46513/sc16m2kz#?c=&m=&s=&cv=

### XIIIelégislature(1924-1928)
Les élections législatives de 1924 furent organisées au scrutin proportionnel de liste. Elles marquèrent au niveau national national la victoire du "Cartel des gauches".
Liste d'Union républicaine et nationale
- Maurice Flayelle, Union républicaine démocratique, Conseiller général, élu sénateur le 14 mars 1926, remplacé par André Barbier
- Édouard Mathis, Union républicaine démocratique, maire de Ville-sur-Illon, décédé le 14 octobre 1926, remplacé par Marcel Arnould
- Camille Amet, Républicain de gauche (modéré), Conseiller général
- Louis Madelin, Union républicaine démocratique
- Hubert de Bazelaire de Lesseux, Union républicaine démocratique, Conseiller général, maire de Lusse

Liste d'Union républicaine
- Constant Verlot, Gauche radicale, Vice-Président du Conseil général, maire de Senones

Liste républicaine d'Union des gauches
- Camille Picart, Parti radical

Elus à l'occasion d'une partielle le 28 novembre 1926 :
- Marcel Arnould, non inscrit
- André Barbier, non inscrit

Source : Barodet sur le site de l'Assemblée Nationale - https://bibnum.sciencespo.fr/s/catalogue/ark:/46513/sc16m1m0#?c=&m=&s=&cv=

### XIVelégislature(1928-1932)
Les élections législatives furent au scrutin d'arrondissement majoritaire à deux tours de 1928 à 1936.
- Épinal : Marc Rucart, Parti radical-socialiste
- Mirecourt : René Porterat, Gauche radicale
- Saint-Dié : Constant Verlot, Gauche sociale et radicale
- Remiremont : Camille Amet, Républicain de gauche (modéré)
- Neufchâteau : André Barbier, Action démocratique et sociale

Source : Élections législatives 22-29 avril 1928 de Georges Lachapelle - https://gallica.bnf.fr/ark:/12148/bpt6k320439r.texteImage#

### XVelégislature(1932-1936)
- Épinal : Marc Rucart, Parti radical-socialiste
- Neufchâteau : Camille Picart, Parti radical-socialiste
- Saint-Dié : Constant Verlot, Centre républicain, décédé le 15 avril 1933, remplacé à l'occasion d'une partielle par Paul Elbel, Parti Radical-socialiste, élu le 18 juin 1933
- Remiremont : Camille Amet, Républicain de gauche, décédé le 12 mars 1934, remplacé à l'occasion d'une partielle par Louis Gaillemin, Républicain indépendant d'action sociale, élu le 3 juin 1934
- Mirecourt : Louis Guillon, Indépendant d'action économique, sociale et paysanne

### XVIelégislature(1936-1940)
- Marc Rucard, Parti radical
- Paul Elbel, Parti radical
- Jean Leroy, Jeune république
- Louis Gaillemin, Fédération républicaine, élu sénateur le 19 février 1939, remplacé à l'occasion d'une partielle par Marcel Deschaseaux, Parti social français
- Marcel Boucher, Indépendant d'union républicaine et nationale

## Second Empire

### Irelégislature(1852-1857)
- Jules Aymé de la Herlière
- Louis Félix Dieudonné de Ravinel
- Charles de Bourcier de Villers

### IIelégislature(1857-1863)
- Jules Aymé de la Herlière
- Louis Félix Dieudonné de Ravinel
- Charles de Bourcier de Villers

### IIIelégislature(1863-1869)
- Charles de Bourcier de Villers invalidé en 1864, remplacé par  Louis Buffet
- Jules Aymé de la Herlière
- Louis Félix Dieudonné de Ravinel décédé en 1867, remplacé par Nicolas Géliot

### IVelégislature(1869-1870)
- Louis Buffet
- Charles Joseph du Pasquier de Dommartin
- Nicolas Géliot

## IIeRépublique
Élections au suffrage universel masculin à partir de 1848

### Assemblée nationale constituante (1848-1849)
- Louis Buffet
- Joseph Falatieu
- Jean Houel
- Augustin Doublat
- Léopold Turck
- Henri Boulay de La Meurthe
- Charles Hingray
- Augustin Braux
- Pierre Forel
- Véridique Najean
- Pierre Antoine Huot de Goncourt

### Assemblée nationale législative (1849-1851)
- Maurice Aubry
- Louis Buffet
- Victor Résal
- Louis Félix Dieudonné de Ravinel
- Émile Perreau décédé en 1850, remplacé par Pierre Guilgot
- Melchior Febvrel
- Jean Hubert Houël
- Pierre Forel
- Pierre Antoine Huot de Goncourt

## Chambre des députés (monarchie de Juillet)

### IreLégislature(1830-1831)
- Jean-François Jacqueminot
- Claude de Champlouis
- Antoine Boula de Coulombiers
- Philippe-Gabriel de Marmier
- Claude Ferdinand Vaulot

### IIeLégislature(1831-1834)
- Hector Bresson
- Charles Gauguier
- Jean-François Jacqueminot
- Nicolas Gouvernel
- Claude Ferdinand Vaulot

### IIIeLégislature(1834-1837)
- Augustin Doublat
- Hector Bresson
- Charles Gauguier
- Joseph Cuny
- Nicolas Gouvernel

### IVeLégislature(1837-1839)
- Augustin Doublat
- Dominique Perrin
- Hector Bresson
- Charles Gauguier
- Nicolas Joseph Dieudonné

### VeLégislature(1839-1842)
- Augustin Doublat
- Hector Bresson
- Charles Gauguier
- Joseph Cuny
- Nicolas Joseph Dieudonné

### VIeLégislature(1842-1846)
- Hector Bresson décédé en 1843, remplacé par Henri Siméon
- Augustin Doublat
- Henri Boulay de La Meurthe
- Joseph Cuny décédé en 1844, remplacé par Claude Nicolas Didelot
- François Costé

### VIIeLégislature(17/08/1846-24/02/1848)
- Henri Siméon
- Augustin Doublat
- Henri Boulay de La Meurthe
- Claude Nicolas Didelot
- François Costé

## Chambre des députés des départements (2eRestauration)

### Irelégislature(1815-1816)
- Joseph Cuny
- Joseph Falatieu
- Jean Nicolas Derazey
- Jean-Claude Cherrier

### IIelégislature(1816-1823)
- Nicolas Welche
- Christophe Doublat
- Louis Léopold Buquet
- Louis Daniel Champy
- Joseph Falatieu

### IIIelégislature(1824-1827)
- Antoine Richard d'Aboncourt
- Charles Thomas Joseph Gabriel Lepaige
- Joseph Cuny
- Charles Joseph Alexandre Baudel-Martinet
- François-Dieudonné de Ravinel

### IVelégislature(1828-1830)
- Jean-François Jacqueminot
- Antoine Boula de Coulombiers
- Philippe-Gabriel de Marmier
- Joseph Cuny
- Louis Léopold Buquet
- Claude Ferdinand Vaulot
- Louis Daniel Champy
- Joseph Falatieu

### Velégislature(23 juin 1830-28 juillet 1830)
- Jean-François Jacqueminot
- Claude de Champlouis
- Antoine Boula de Coulombiers
- Philippe-Gabriel de Marmier
- Claude Ferdinand Vaulot

## Chambre des représentants (Cent-Jours)
- Charles-Marie David
- Louis Léopold Buquet
- Nicolas Christophe Gehin
- Claude Charles Estivant
- Jean-Louis Thomas
- Joseph Falatieu
- François Firmin Rouyer
- Joseph Clément Poullain de Grandprey

## Chambre des députés des départements (1reRestauration)
- Jean-Baptiste-Antoine Lefaucheux
- Jean-Claude Cherrier

## Corps législatif(1800-1814)
- Nicolas Joseph Pougny
- Jean-Baptiste Perrin des Vosges
- Nicolas François Delpierre
- Jean-Baptiste-Antoine Lefaucheux
- Jean-Claude Cherrier
- François Haxo

## Conseil des Cinq-Cents(1795-1799)
- Jean Nicolas Panichot
- Antoine Delpierre
- Jean-Baptiste-Marie-François Bresson
- Dieudonné Dubois
- Joseph Julien Souhait
- Jean-Baptiste Perrin des Vosges
- Nicolas François Joseph Richard d'Aboncourt
- Nicolas François Delpierre
- François Couhey
- Jean-Claude Cherrier
- Charles-André Balland
- François-Firmin Fricot
- Joseph Clément Poullain de Grandprey

## Convention nationale(1792-1795)
8 députés et 4 suppléants

### Députés
1. Joseph Clément Poullain de Grandprey, procureur général syndic du département.
2. Nicolas François de Neufchâteau, ancien député à la Législative. Refuse le mandat de député le 10 septembre 1792 ; est remplacé par Balland.
3. Joseph Hugo, administrateur du département. Est déclaré déchu pour cause de maladie, le 9 vendémiaire an II (30 septembre 1793) ; est remplacé le 22 vendémiaire an II (13 octobre 1793), par Cherrier.
4. Jean-Baptiste Perrin des Vosges, président du département.
5. Jean-Baptiste Noël, procureur syndic de Remiremont. Est condamné à mort le 18 frimaire an II (8 décembre 1793).
6. Joseph Julien Souhait, maire de Saint-Dié.
7. Jean-Baptiste-Marie-François Bresson, administrateur du district de Darney, ancien député suppléant à la Législative. Est exclu après le 31 mai 1793 ; est rappelé le 18 frimaire an III (8 décembre 1794).
8. François Couhey, juge au tribunal de Neufchâteau.

### Suppléants
1. Charles-André Balland, procureur syndic du district de Bruyères, ancien député suppléant à la Législative. Remplace François de Neufchâteau, non acceptant.
2. Jean-Claude Cherrier, président du tribunal de Neufchâteau, ancien Constituant. Remplace Hugo le 22 vendémiaire an II (13 octobre 1793).
3. Martin (Nicolas-Félix), juge du district de La Marche. Est appelé à remplacer Bresson, tombe malade en route, envoie sa démission qui est acceptée le 7 floréal an III (26 avril 1795). Est arrêté comme suspect de fédéralisme.
4. François-Firmin Fricot, électeur de Remiremont, ancien Constituant. Est admis le 4 messidor an III (22 juin 1795) en remplacement de Martin, quoique Bresson, député titulaire, ait été rappelé le 18 frimaire an III (8 décembre 1794).

## Assemblée législative (1791-1792)
8 députés et 3 suppléants

### Députés
1. Joseph Mengin, vice-président du directoire du district de Saint-Dié.
2. Nicolas Carant, procureur-syndic du district de Lamarche.
3. Laurent Yves Antoine André, notaire au Thillot, administrateur du département.
4. Christophe Dieudonné, homme de loi à Saint-Dié, administrateur du directoire du département.
5. Antoine Delpierre, homme de loi à Valfroicourt.
6. Joseph Marant, négociant à Bugnéville, administrateur du district de Neufchâteau.
7. Donat Vosgien, maire d'Épinal.
8. Nicolas François de Neufchâteau, juge de paix à Vicherey et administrateur du département, suppléant à l'Assemblée constituante.

### Suppléants
1. Bresson (Jean-Baptiste François Marie), administrateur du district de Darney.
2. Braux (Joseph), procureur-syndic du district de Rambervilliers.
3. Balland (Charles-André), procureur-syndic du district de Bruyère.